# Бой при Варезе
Бой при Варезе (итал. Battaglia di Varese, нем. Schlacht von Varese) — боевое столкновение во время австро-итало-французской войны, состоявшееся 26 мая 1859 года между войсками Сардинии и австрийской армией. Полем боя стали окрестности города Варезе (Ломбардия). Войсками Сардинии, Альпийскими охотниками (стрелками), командовал Джузеппе Гарибальди, австрийскими войсками — Карл Урбан. Сражение закончилось победой сардинской армии, которая продвинулась в сторону Комо.

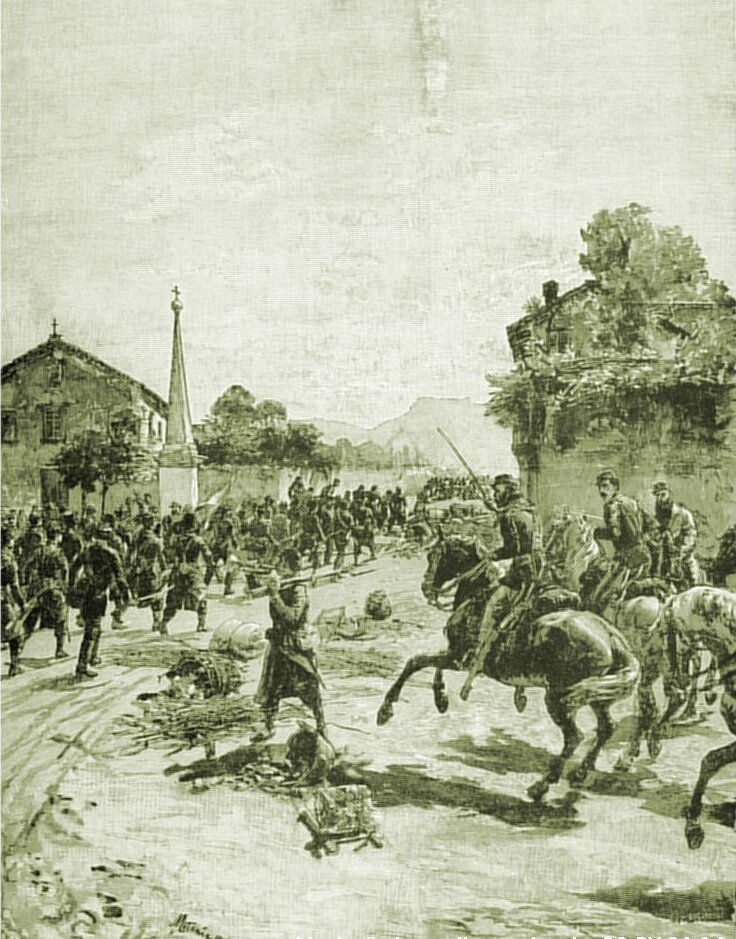
Эпизод боя.

Джузеппе Гарибальди с берсальерами заняли город Варезе в ночь 23 мая 1859 года. Главнокомандующий австрийской армией фельдмаршал  Ференц Дьюлаи послал дивизию Урбана отбить город. Тем временем 25 мая 500 австрийских егерей, 130 уланов и два орудия покинули Галларате и атаковали роту под командованием Карло де Кристофориса у Сесто-Календе, но были разбиты у Сомма-Ломбардо.
Во второй половине дня 26 мая Урбан подошёл к городу Варезе, уже укреплённому Гарибальди. Итальянские войска располагались в следующем порядке: батальон генерала Энрико Козенца справа, 2 батальона генерала Джакомо Медичи слева, батальон Николы Ардоино посередине; из двух резервных батальонов один был в Варезе (Нино Биксио) и один в Биумо.
Австрийцы открыли огонь из орудий и послали 3 колонны на врага. Батальон Козенца атаковал подступающих австрийцев, заставляя перемешаться их колонны, и с помощью батальона Медичи отбил атаку. Урбан, переоценив силу сардинских войск, начал отход к городу Мальнате. Отходящие австрийские войска были атакованы батальонами Медичи и Ардоино, что привнесло дополнительную панику и потери, и отступили.